# جيمس لاست
جيمس هانس لاست (بالألمانية: James Last)‏ (17 أبريل عام 1929 بمدينة بريمن - 9 يونيو 2015 في ويست بالم بيتش، فلوريدا) كان موسيقي وقائد أوركسترا ألماني. درس العزف في معهد الموسيقى هيريس في مدينة فرانكفورت على الماين. في سن الرابعة عشرة من عمره انضم إلى المدرسة العسكرية لتعليم الموسيقى في بوكيبورغ. بعد الحرب العالمية الثانية انضم إلى أوركسترا إذاعة بريمن للرقص، وكان ذلك بين عامي 1946 و1948. أصبح بعدها قائدا لأحد الفرق لمدة 7 سنوات وفاز بجائزة أفضل عازف بايس في ألمانيا لثلاثة أعوام على التوالي، ابتداءً من عام 1950 إلى غاية 1952 وبعد انفصال هذه الفرقة عمل لاست كملحن وموزع موسيقى لعدد كبير من الإذاعات الأوروبية.
في عام 1964 أصدر أول ألبوم له بعنوان American Patrol وكان من إنتاج شركة وارنر برذرز. شارك لاست في أعمال ناجحة مع عدد من الموسيقيين المشهورين مثل ريشارد كليدرمان، كما قدم أعمال مهمة لأشهر الفرق الفنية مثل آبا. أنتج بين عامي 1967 و1986 حوالي 52 ألبوم. حاز جيمس لاست على العديد من الجوائز خلال مسيرته الفنية.
توفي جيمس لاست عن عمر 86 عاماً في فلورايد بالولايات المتحدة الأمريكية.

## حياته الشخصية
جيمس لاست متزوج منذ عام 1955 وله ولد وبنت .
- James-Last-fansite

## روابط خارجية
- جيمس لاست على موقع IMDb (الإنجليزية)
- جيمس لاست على موقع مونزينجر (الألمانية)
- جيمس لاست على موقع ألو سيني (الفرنسية)
- جيمس لاست على موقع ميوزك برينز (الإنجليزية)
- جيمس لاست على موقع أول موفي (الإنجليزية)
- جيمس لاست على موقع أول ميوزيك (الإنجليزية)
- جيمس لاست على موقع ديسكوغز (الإنجليزية)
- جيمس لاست على موقع ديسكوغز (الإنجليزية)
- جيمس لاست على موقع قاعدة بيانات الفيلم (الإنجليزية)